# Gerberge de Lotharingie
 (novembre 2024).
Si vous disposez d'ouvrages ou d'articles de référence ou si vous connaissez des sites web de qualité traitant du thème abordé ici, merci de compléter l'article en donnant les références utiles à sa vérifiabilité et en les liant à la section « Notes et références ».
 (novembre 2024).
Gerberge de Lotharingie (née vers 935 - morte en 978) était la fille de Gislebert de Lotharingie, duc de Lotharingie, et de Gerberge de Saxe, fille d'Henri Ier l'Oiseleur, roi de Francie orientale. Elle était une descendante de Charlemagne par ses deux parents.
En 954 ou avant, elle épousa Albert Ier de Vermandois, issu de la dynastie carolingienne, avec qui elle eut plusieurs enfants :
- Herbert III, qui succède à son père comme comte de Vermandois ;
- Otton Ier, qui est probablement le même que le fondateur du comté de Chiny ;
- Ludolf, évêque de Noyon.

Gerberge mourut peu après le 7 septembre 978.